# Allsvenskan 2018
L'Allsvenskan 2018 è stata la 94ª edizione della massima serie del campionato svedese di calcio con la denominazione di Allsvenskan. La stagione è iniziata il 1º aprile 2018 e si è conclusa l'11 novembre 2018. L'AIK ha vinto il campionato per la dodicesima volta nella sua storia.

## Stagione

### Novità
Dalla Allsvenskan 2017 sono stati retrocessi in Superettan lo Jönköpings Södra (sconfitto nello spareggio salvezza/promozione), l'AFC Eskilstuna e l'Halmstad. Dalla Superettan 2017 sono stati promossi in Allsvenskan il Brommapojkarna (al ritorno in Allsvenskan dopo 3 anni di assenza), il Dalkurd (all'esordio assoluto) e il Trelleborg (che ritorna nella massima serie dopo 6 anni di assenza dopo aver vinto lo spareggio salvezza/promozione).

### Formula
Le 16 squadre partecipanti si affrontano in un girone all'italiana con partite di andata e ritorno, per un totale di 30 giornate. La squadra prima classificata è dichiarata campione di Svezia e viene ammessa al secondo turno di qualificazione della UEFA Champions League 2019-2020. La seconda e la terza classificata, assieme alla vincitrice della Svenska Cupen 2018-2019, sono ammesse all'UEFA Europa League 2019-2020. La terzultima classificata gioca uno spareggio salvezza/promozione contro la terza classificata della Superettan 2018. Le ultime due classificate sono retrocesse direttamente in Superettan.

## Squadre partecipanti
| Club           | Stagione | Città      | Stadio           | Stagione 2017            |
| -------------- | -------- | ---------- | ---------------- | ------------------------ |
| AIK            | dettagli | Stoccolma  | Friends Arena    | 2º posto in Allsvenskan  |
| Brommapojkarna | dettagli | Stoccolma  | Grimsta IP       | 1º posto in Superettan   |
| Dalkurd        | dettagli | Uppsala    | Gavlevallen      | 2º posto in Superettan   |
| Djurgården     | dettagli | Stoccolma  | Tele2 Arena      | 3º posto in Allsvenskan  |
| Elfsborg       | dettagli | Borås      | Borås Arena      | 8º posto in Allsvenskan  |
| GIF Sundsvall  | dettagli | Sundsvall  | NP3 Arena        | 13º posto in Allsvenskan |
| Hammarby       | dettagli | Stoccolma  | Tele2 Arena      | 9º posto in Allsvenskan  |
| Häcken         | dettagli | Göteborg   | Bravida Arena    | 4º posto in Allsvenskan  |
| IFK Göteborg   | dettagli | Göteborg   | Gamla Ullevi     | 10º posto in Allsvenskan |
| IFK Norrköping | dettagli | Norrköping | Östgötaporten    | 6º posto in Allsvenskan  |
| Kalmar         | dettagli | Kalmar     | Guldfågeln Arena | 12º posto in Allsvenskan |
| Malmö FF       | dettagli | Malmö      | Stadion          | Campione di Svezia       |
| Sirius         | dettagli | Uppsala    | Studenternas IP  | 7º posto in Allsvenskan  |
| Trelleborg     | dettagli | Trelleborg | Vångavallen      | 3º posto in Superettan   |
| Örebro         | dettagli | Örebro     | Behrn Arena      | 11º posto in Allsvenskan |
| Östersund      | dettagli | Östersund  | Jämtkraft Arena  | 5º posto in Allsvenskan  |

### Allenatori e primatisti
| Squadra        | Allenatore | Calciatore più presente (tra parentesi il numero delle presenze) | Cannoniere (tra parentesi il numero dei gol segnati) |
| -------------- | --- | ---------------------------------------------------------------- | ---------------------------------------------------- |
| AIK            | Rikard Norling | Per Karlsson, Henok Goitom (30)                                  | Henok Goitom (12)                                    |
| Brommapojkarna | Luís Pimenta (1ª-20ª) Roberth Björknesjö (21ª-30ª)                                                                     | Nikola Petrić (30)                                               | Philip Hellquist (5)                                 |
| Dalkurd        | Azrudin Valentić (1ª-10ª) Adil Kizil (11ª, ad interim) Johan Sandahl (12ª-30ª)                                         | Simon Strand (29)                                                | Mohamed Buya Turay (9)                               |
| Djurgården     | Özcan Melkemichel | Jonathan Ring (29)                                               | Tino Kadewere, Aliou Badji (8)                       |
| Elfsborg       | Jimmy Thelin | Kevin Stuhr Ellegaard (30)                                       | Simon Lundevall (5)                                  |
| GIF Sundsvall  | Joel Cedergren | William Eskelinen, Jonathan Tamimi (30)                          | Linus Hallenius (18)                                 |
| Hammarby       | Stefan Billborn | Muamer Tanković (30)                                             | Nikola Đurđić (13)                                   |
| Häcken         | Andreas Alm | Daleho Irandust (29)                                             | Paulinho (20)                                        |
| IFK Göteborg   | Poya Asbaghi | Carl Starfelt, Victor Wernersson (30)                            | Giorgi Kharaishvili (9)                              |
| IFK Norrköping | Jens Gustafsson | Isak Pettersson, Andreas Johansson (30)                          | David Moberg Karlsson (10)                           |
| Kalmar         | Nanne Bergstrand (1ª-15ª) Henrik Rydström (16ª-30ª, ad interim)                                                        | Lucas Hägg-Johansson (30)                                        | Romário (5)                                          |
| Malmö FF       | Magnus Pehrsson (1ª-8ª + anticipo 16ª, giocato tra 6ª e 7ª) Daniel Andersson (9ª-11ª, ad interim) Uwe Rösler (12ª-30ª) | Oscar Lewicki (28)                                               | Markus Rosenberg (13)                                |
| Sirius         | Kim Bergstrand | Moses Ogbu (28)                                                  | Philip Haglund (10)                                  |
| Trelleborg     | Patrick Winqvist | Felix Hörberg (30)                                               | Deniz Hümmet (5)                                     |
| Örebro         | Axel Kjäll | Oscar Jansson, Daniel Björnquist, Nahir Besara (30)              | Kennedy Igboananike (9)                              |
| Östersund      | Graham Potter (1ª-11ª) Ian Burchnall (12ª-30ª)                                                                         | Curtis Edwards (29)                                              | Saman Ghoddos, Dino Islamović (9)                    |

## Classifica finale
|  | Pos. | Squadra        | Pt | G  | V  | N  | P  | GF | GS | DR  |
|  | ---- | -------------- | -- | -- | -- | -- | -- | -- | -- | --- |
|  | 1.   | AIK            | 67 | 30 | 19 | 10 | 1  | 50 | 16 | +34 |
|  | 2.   | IFK Norrköping | 65 | 30 | 19 | 8  | 3  | 51 | 27 | +24 |
|  | 3.   | Malmö FF       | 58 | 30 | 17 | 7  | 6  | 57 | 29 | +28 |
|  | 4.   | Hammarby       | 58 | 30 | 17 | 7  | 6  | 56 | 35 | +21 |
|  | 5.   | Häcken         | 53 | 30 | 16 | 5  | 9  | 58 | 27 | +31 |
|  | 6.   | Östersund      | 49 | 30 | 15 | 4  | 11 | 51 | 39 | +12 |
|  | 7.   | Djurgården     | 48 | 30 | 13 | 9  | 8  | 40 | 31 | +9  |
|  | 8.   | GIF Sundsvall  | 44 | 30 | 12 | 8  | 10 | 47 | 35 | +12 |
|  | 9.   | Örebro         | 35 | 30 | 9  | 8  | 13 | 34 | 40 | -6  |
|  | 10.  | Kalmar         | 34 | 30 | 9  | 7  | 14 | 27 | 35 | -8  |
|  | 11.  | IFK Göteborg   | 31 | 30 | 9  | 4  | 17 | 38 | 53 | -15 |
|  | 12.  | Elfsborg       | 30 | 30 | 7  | 9  | 14 | 29 | 41 | -12 |
|  | 13.  | Sirius         | 30 | 30 | 8  | 6  | 16 | 37 | 61 | -24 |
|  | 14.  | Brommapojkarna | 26 | 30 | 8  | 2  | 20 | 25 | 64 | -39 |
|  | 15.  | Dalkurd        | 24 | 30 | 6  | 6  | 18 | 30 | 57 | -27 |
|  | 16.  | Trelleborg     | 15 | 30 | 3  | 6  | 21 | 24 | 64 | -40 |

Legenda:
      Campione di Svezia e ammessa alla UEFA Champions League 2019-2020
      Ammesse alla UEFA Europa League 2019-2020
 Ammesso allo spareggio salvezza-promozione
      Retrocesse in Superettan 2019
Note:
Tre punti a vittoria, uno a pareggio, zero a sconfitta.
La classifica viene stilata secondo i seguenti criteri:
- Punti conquistati
- Differenza reti generale
- Reti totali realizzate

## Risultati
|                | AIK  | Bro  | Dal  | Dju  | Elf  | GIF  | Ham  | Häc  | IFG  | IFN  | Kal  | Mal  | Sir  | Tre  | Öre  | Öst  |
| -------------- | ---- | ---- | ---- | ---- | ---- | ---- | ---- | ---- | ---- | ---- | ---- | ---- | ---- | ---- | ---- | ---- |
| AIK            | –––– | 5-1  | 2-0  | 2-0  | 1-0  | 0-0  | 1-0  | 3-0  | 2-0  | 3-3  | 1-0  | 1-1  | 2-0  | 2-0  | 1-1  | 1-1  |
| Brommapojkarna | 0-2  | –––– | 2-1  | 1-0  | 0-2  | 1-3  | 2-4  | 2-0  | 0-2  | 0-1  | 2-1  | 0-3  | 0-1  | 3-0  | 0-0  | 0-4  |
| Dalkurd        | 0-4  | 3-0  | –––– | 1-2  | 1-4  | 2-2  | 2-3  | 0-5  | 1-1  | 0-2  | 1-2  | 0-1  | 1-3  | 2-2  | 1-0  | 3-0  |
| Djurgården     | 0-0  | 0-1  | 1-0  | –––– | 2-2  | 1-1  | 1-2  | 2-1  | 2-0  | 1-1  | 0-2  | 3-0  | 1-0  | 1-1  | 2-0  | 0-2  |
| Elfsborg       | 0-0  | 1-2  | 0-0  | 2-2  | –––– | 2-0  | 0-0  | 0-3  | 1-1  | 0-1  | 1-1  | 1-2  | 0-1  | 2-1  | 1-0  | 0-2  |
| GIF Sundsvall  | 0-1  | 3-0  | 0-1  | 1-1  | 2-1  | –––– | 2-3  | 0-2  | 2-0  | 1-1  | 2-0  | 2-2  | 4-0  | 1-0  | 0-0  | 2-3  |
| Hammarby       | 0-1  | 4-0  | 4-1  | 1-3  | 0-1  | 4-3  | –––– | 1-0  | 3-0  | 2-1  | 0-0  | 3-2  | 3-1  | 1-0  | 2-0  | 1-2  |
| Häcken         | 1-1  | 6-0  | 3-0  | 5-0  | 5-0  | 3-0  | 2-2  | –––– | 4-1  | 0-1  | 1-0  | 1-1  | 2-1  | 2-1  | 1-1  | 2-0  |
| IFK Göteborg   | 0-2  | 3-0  | 1-0  | 1-3  | 2-2  | 1-2  | 1-2  | 2-1  | –––– | 0-2  | 1-3  | 0-3  | 2-3  | 2-2  | 2-0  | 2-1  |
| IFK Norrköping | 2-0  | 2-1  | 4-2  | 1-1  | 1-0  | 1-0  | 0-0  | 2-1  | 2-1  | –––– | 3-1  | 3-1  | 1-0  | 1-2  | 3-2  | 4-2  |
| Kalmar         | 0-1  | 1-1  | 0-0  | 0-1  | 1-0  | 0-2  | 1-1  | 1-2  | 2-1  | 1-2  | –––– | 3-0  | 1-0  | 2-1  | 0-1  | 1-1  |
| Malmö FF       | 1-1  | 3-1  | 1-1  | 1-0  | 2-0  | 0-0  | 2-1  | 2-0  | 1-2  | 2-1  | 4-0  | –––– | 5-0  | 3-0  | 4-0  | 1-1  |
| Sirius         | 2-3  | 4-2  | 2-3  | 1-5  | 4-2  | 1-3  | 1-1  | 0-0  | 3-2  | 1-1  | 1-1  | 0-4  | –––– | 1-1  | 2-4  | 0-1  |
| Trelleborg     | 1-4  | 2-1  | 0-1  | 0-3  | 2-2  | 1-6  | 1-3  | 0-3  | 1-3  | 1-1  | 0-1  | 1-0  | 1-2  | –––– | 1-2  | 0-1  |
| Örebro         | 1-1  | 0-1  | 3-2  | 1-1  | 1-2  | 2-1  | 1-2  | 1-2  | 1-3  | 1-1  | 2-1  | 1-2  | 0-0  | 4-0  | –––– | 2-1  |
| Östersund      | 1-2  | 3-1  | 3-0  | 0-1  | 1-0  | 1-2  | 3-3  | 2-0  | 2-1  | 0-2  | 2-0  | 2-3  | 5-2  | 4-1  | 0-2  | –––– |

## Spareggio salvezza/promozione
Allo spareggio salvezza/promozione sono state ammesse la quattordicesima classificata in Allsvenskan, il Brommapojkarna, e la terza classificata in Superettan, l'AFC Eskilstuna.
|                | Risultati   |                | Luogo e data                 |
| -------------- | ----------- | -------------- | ---------------------------- |
| AFC Eskilstuna | 0 - 1       | Brommapojkarna | Eskilstuna, 22 novembre 2018 |
| Brommapojkarna | 1 - 2 (gfc) | AFC Eskilstuna | Stoccolma, 25 novembre 2018  |
|                |             |                |                              |

## Statistiche

### Squadre

#### Capoliste solitarie
|    | ——       | ——       | ——       | ——       | ——       | ——       | ——       | ——       | ——       | ——       | ——  | ——  | ——  | ——  | ——  | ——  | ——  | ——  | ——  | ——  | ——  | ——  | ——  | ——  | ——  | ——  | ——  | ——  | ——  | —— |  |
|    | Hammarby | Hammarby | Hammarby | Hammarby | Hammarby | Hammarby | Hammarby | Hammarby | Hammarby | Hammarby | AIK | AIK | AIK | AIK |     | AIK | AIK | AIK | AIK | AIK | AIK | AIK | AIK | AIK | AIK | AIK | AIK | AIK | AIK |    |  |
|    |          |          |          |          |          |          |          |          |          |          |     |     |     |     |     |     |     |     |     |     |     |     |     |     |     |     |     |     |     |    |  |
|    |          |          |          |          |          |          |          |          |          |          |     |     |     |     |     |     |     |     |     |     |     |     |     |     |     |     |     |     |     |    |  |
| 1ª | 2ª       | 3ª       | 4ª       | 5ª       | 6ª       | 7ª       | 8ª       | 9ª       | 10ª      | 11ª      | 12ª | 13ª | 14ª | 15ª | 16ª | 17ª | 18ª | 19ª | 20ª | 21ª | 22ª | 23ª | 24ª | 25ª | 26ª | 27ª | 28ª | 29ª | 30ª |    |  |

#### Classifica in divenire
|                | 1ª | 2ª | 3ª | 4ª | 5ª | 6ª | 7ª  | 8ª | 9ª  | 10ª | 11ª | 12ª | 13ª | 14ª | 15ª | 16ª | 17ª | 18ª | 19ª | 20ª | 21ª | 22ª | 23ª | 24ª | 25ª | 26ª | 27ª | 28ª | 29ª | 30ª |
|                |    |    |    |    |    |    |     |    |     |     |     |     |     |     |     |     |     |     |     |     |     |     |     |     |     |     |     |     |     |     |
| -------------- | -- | -- | -- | -- | -- | -- | --- | -- | --- | --- | --- | --- | --- | --- | --- | --- | --- | --- | --- | --- | --- | --- | --- | --- | --- | --- | --- | --- | --- | --- |
| AIK            | 3  | 4  | 7  | 8  | 11 | 14 | 18* | 19 | 22  | 23  | 24  | 27  | 30  | 33  | 36  | 36* | 39  | 42  | 45  | 48  | 48  | 51  | 54  | 57  | 58  | 59  | 60  | 63  | 64  | 67  |
| Brommapojkarna | 0  | 3  | 3  | 3  | 3  | 3  | 6   | 6  | 9   | 9   | 10  | 10  | 10  | 10  | 10  | 13  | 16  | 16  | 16  | 16  | 19  | 19  | 19  | 20  | 20  | 20  | 20  | 20  | 23  | 26  |
| Dalkurd        | 0  | 3  | 3  | 3  | 4  | 4  | 4   | 4  | 4   | 4   | 5   | 8   | 9   | 9   | 9   | 9   | 9   | 12  | 12  | 13  | 14  | 14  | 17  | 17  | 17  | 20  | 20  | 21  | 21  | 24  |
| Djurgården     | 3  | 4  | 4  | 7  | 8  | 8  | 8   | 11 | 14  | 17  | 20  | 21  | 24  | 27  | 28  | 28  | 28  | 28  | 29  | 32  | 32  | 35  | 36  | 36  | 37  | 38  | 39  | 42  | 45  | 48  |
| Elfsborg       | 0  | 0  | 0  | 3  | 4  | 4  | 5   | 5  | 6   | 9   | 12  | 15  | 16  | 16  | 16  | 16  | 16  | 16  | 17  | 18  | 19  | 22  | 25  | 25  | 25  | 28  | 29  | 30  | 30  | 30  |
| GIF Sundsvall  | 1  | 1* | 2  | 5  | 6  | 9  | 9   | 12 | 12  | 12  | 15  | 18* | 18  | 21  | 22  | 23  | 26  | 26  | 29  | 32  | 32  | 35  | 36  | 37  | 40  | 40  | 43  | 43  | 43  | 43  |
| Hammarby       | 3  | 6  | 9  | 12 | 13 | 16 | 19  | 22 | 25* | 25* | 25  | 26  | 27  | 30  | 33  | 36  | 37  | 40  | 43  | 43  | 44  | 44  | 44  | 47  | 50  | 50  | 51  | 54  | 57  | 58  |
| Häcken         | 3  | 3  | 6  | 7  | 8  | 8  | 11  | 14 | 14  | 15  | 15  | 18  | 18  | 18  | 19  | 22  | 25  | 28  | 31  | 31  | 34  | 37  | 40  | 43  | 44  | 47  | 50  | 53  | 53  | 53  |
| IFK Göteborg   | 3  | 3  | 3  | 6  | 6  | 9  | 12  | 12 | 13  | 13  | 13  | 13  | 16  | 16  | 19  | 19  | 19  | 22  | 22  | 23  | 24  | 24  | 24  | 24  | 25  | 28  | 28  | 28  | 28  | 31  |
| IFK Norrköping | 3  | 4  | 7  | 7  | 10 | 10 | 13  | 16 | 19  | 22  | 23  | 24  | 27  | 30  | 30  | 31  | 32  | 35  | 38  | 39  | 42  | 45  | 48  | 49  | 50  | 53  | 56  | 59  | 62  | 65  |
| Kalmar         | 0  | 3  | 3  | 4  | 7  | 10 | 13  | 16 | 16  | 16  | 17  | 20  | 20  | 20  | 20  | 23  | 23  | 26  | 26  | 27  | 28  | 28  | 28  | 29  | 29  | 29  | 30  | 33  | 34  | 34  |
| Malmö FF       | 3  | 4  | 5  | 5  | 8  | 8  | 11* | 11 | 14  | 14* | 15  | 18  | 19  | 22  | 25  | 25* | 28  | 31  | 34  | 37  | 40  | 43  | 43  | 44  | 45  | 48  | 49  | 52  | 55  | 58  |
| Sirius         | 0  | 0* | 3  | 4  | 4  | 4  | 4   | 4  | 5   | 5   | 5   | 5   | 8   | 11  | 14  | 14  | 17  | 17  | 17  | 17  | 18  | 18  | 19  | 20  | 23  | 26  | 29  | 29  | 30  | 30  |
| Trelleborg     | 0  | 1  | 1  | 1  | 1  | 4  | 4   | 7  | 8   | 11  | 11  | 11  | 12  | 12  | 12  | 12  | 12  | 12  | 12  | 13  | 13  | 13  | 13  | 13  | 14  | 14  | 15  | 15  | 15  | 15  |
| Örebro         | 1  | 2  | 5  | 6  | 9  | 12 | 15  | 15 | 15  | 18  | 19  | 19  | 19  | 19  | 20  | 20  | 20  | 20  | 23  | 26  | 29  | 29  | 30  | 33  | 34  | 34  | 35  | 35  | 35  | 35  |
| Östersund      | 0  | 0  | 3  | 4  | 4  | 7  | 7   | 8  | 11  | 14  | 17  | 20  | 21  | 24  | 27  | 30  | 33  | 33  | 33  | 33  | 33  | 36  | 39  | 42  | 45  | 45  | 45  | 45  | 48  | 49  |

### Individuali

#### Classifica marcatori
| Gol | Rigori |  | Giocatore             | Squadra                         |
| --- | ------ |  | --------------------- | ------------------------------- |
| 20  | 2      |  | Paulinho              | Häcken                          |
| 18  | 1      |  | Linus Hallenius       | GIF Sundsvall                   |
| 13  |        |  | Nikola Đurđić         | Hammarby                        |
| 13  | 2      |  | Romain Gall           | GIF Sundsvall (7), Malmö FF (6) |
| 13  | 5      |  | Markus Rosenberg      | Malmö FF                        |
| 12  | 3      |  | Henok Goitom          | AIK                             |
| 11  | 6      |  | Jiloan Hamad          | Hammarby                        |
| 10  |        |  | Philip Haglund        | Sirius                          |
| 10  |        |  | Søren Rieks           | Malmö FF                        |
| 10  | 1      |  | Alexander Jeremejeff  | Malmö FF (1), Häcken (9)        |
| 10  | 1      |  | David Moberg Karlsson | IFK Norrköping                  |
| 9   |        |  | Mohamed Buya Turay    | Dalkurd                         |
| 9   |        |  | Saman Ghoddos         | Östersund                       |
| 9   |        |  | Kennedy Igboananike   | Örebro                          |
| 9   | 1      |  | Dino Islamović        | Östersund                       |
| 9   | 3      |  | Karl Holmberg         | IFK Norrköping                  |
| 9   | 4      |  | Giorgi Kharaishvili   | IFK Göteborg                    |

#### Giocatore del mese
Di seguito i vincitori.
| Mese      | Giocatore     | Squadra       |
| --------- | ------------- | ------------- |
| Aprile    | Jiloan Hamad  | Hammarby      |
| Maggio    | Pa Dibba      | Hammarby      |
| Giugno    | Non assegnato | Non assegnato |
| Luglio    | Saman Ghoddos | Östersund     |
| Agosto    | Paulinho      | Häcken        |
| Settembre | Henok Goitom  | AIK           |
| Ottobre   | Paulinho      | Häcken        |

#### Premi individuali di fine stagione
Di seguito i vincitori.
| Premio                 | Giocatore         | Squadra        |
| ---------------------- | ----------------- | -------------- |
| Miglior portiere       | Isak Pettersson   | IFK Norrköping |
| Miglior difensore      | Per Karlsson      | AIK            |
| Miglior centrocampista | Kristoffer Olsson | AIK            |
| Miglior attaccante     | Paulinho          | Häcken         |
| Miglior allenatore     | Rikard Norling    | AIK            |
| Miglior giovane        | Muamer Tanković   | Hammarby       |
| Miglior giocatore      | Paulinho          | Häcken         |